# Podróż trzech króli (Eliot)

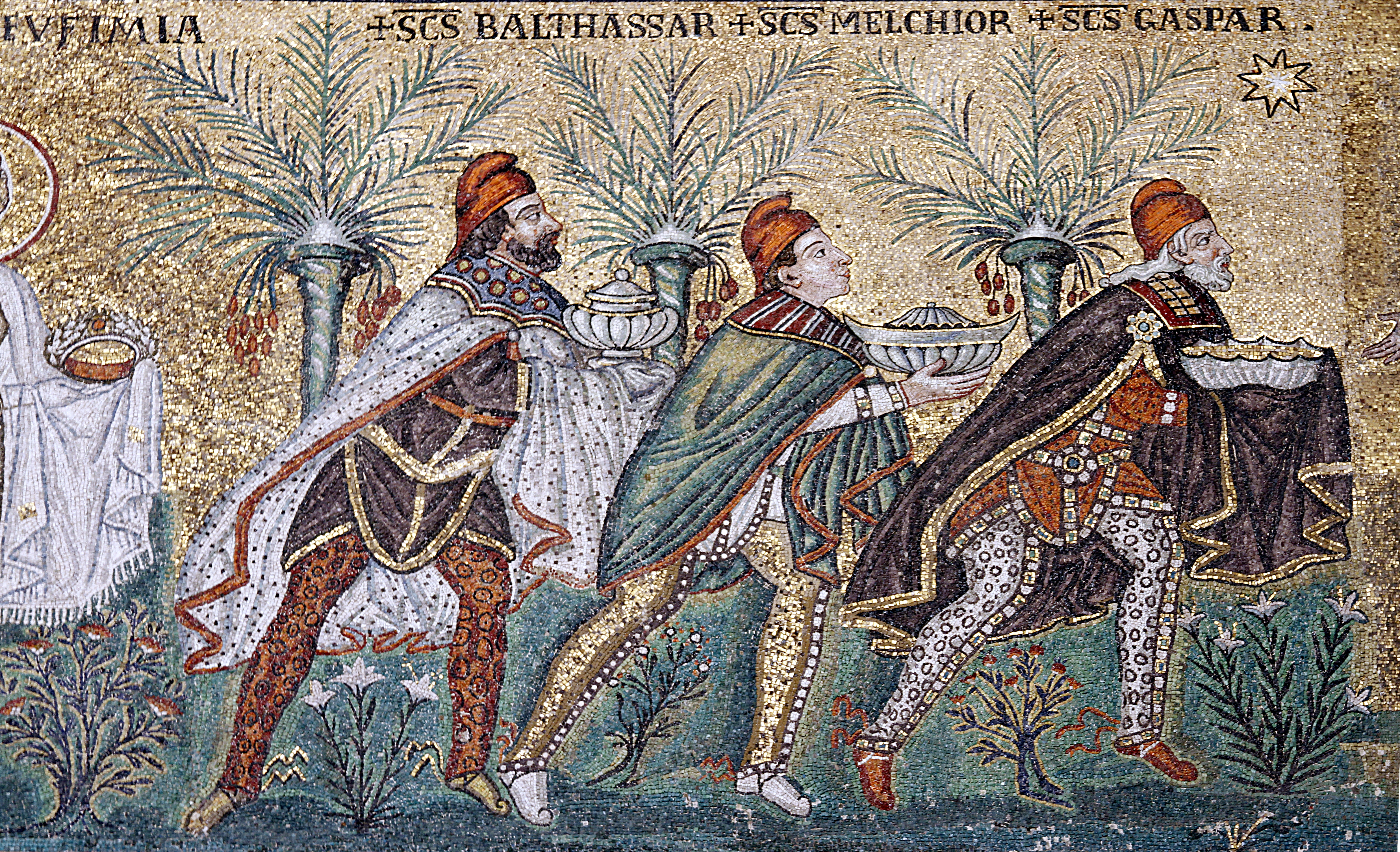
Mozaika ukazująca trzech króli

Podróż trzech króli (ang. The Journey of the Magi) – wiersz T.S. Eliota napisany w 1927 roku, jeden z jego najbardziej znanych krótszych wierszy.

## Charakterystyka ogólna
Wiersz jest monologiem dramatycznym nawiązującym do dziewiętnastowiecznej tradycji tego gatunku, czyli utworów Alfreda Tennysona i Roberta Browninga. Stanowi on przejaw zwrócenia się autora ku wierze chrześcijańskiej po latach poszukiwań światopoglądowych.

## Forma
Utwór jest napisany wierszem wolnym, w przeciwieństwie do dawniejszych monologów dramatycznych, pisanych wierszem regularnym, a dokładniej pentametrem jambicznym (blank verse), takich jak Święty Szymon Słupnik Alfreda Tennysona czy Moja ostatnia księżna Roberta Browninga.

## Treść
Utwór stanowi wyznanie jednego z trzech króli (ewangelicznych mędrców ze wschodu), który opisuje podróż do Ziemi Świętej w celu ujrzenia nowonarodzonego Zbawiciela. Narrator opisuje trudy wędrówki przez nieprzyjaźnie usposobione miasta i wsie, by potem przejść do wyrażenia swoich uczuć związanych z zobaczeniem Mesjasza. Stwierdza on, że te narodziny były dla nich jakby śmiercią. Następnie mówi, że żaden z nich po powrocie do ojczyzny nie mógł już odnaleźć w niej swojego miejsca, wśród ludzi trzymających się swojej dawnej wiary i dodaje, że chętnie jeszcze raz przeżyłby taką śmierć. Utwór zawiera aluzję do męki i śmierci Chrystusa na krzyżu - konkretnie informację, że sześć rąk rzucało kości w grze, a stawką były srebrniki. Jak powszechnie wiadomo Judasz wydał Jezusa za trzydzieści srebrników, a żołnierze rzucili losy o Jego szatę, bo żal im było rozdzierać ją na części. Uogólniając można powiedzieć, że Podróż trzech króli jest wierszem o zmianie, jaka dokonuje się w życiu człowieka w wyniku silnych przeżyć, zwłaszcza o charakterze religijnym. Stanowi ona odzwierciedlenie życiowej drogi autora, który odnalazł się w tradycyjnym, episkopalnym Kościele Anglikańskim. Groover Smith podkreśla, że liryczny podmiot wiersza jest rozdarty pomiędzy swoim dotychczasowym życiem a nowym duchowym doświadczeniem.

## Przekłady
Omawiany utwór przekładali na język polski między innymi Józef Czechowicz (pod tytułem Wędrówka trzechkrólowa), Antoni Libera, Jerzy Pietrkiewicz i Krzysztof Boczkowski.